# Complimenti per la trasmissione
Complimenti per la trasmissione fu un programma televisivo italiano di genere game show, andato in onda nel 1988 su Raitre in fascia preserale. Era condotto da Piero Chiambretti, per la prima volta interamente alla guida di una trasmissione, e ideato da Mario D'Alessandro e Antonio Gerotto.

## Il programma
Il programma fu trasmesso in diretta dal 4 ottobre al 16 dicembre 1988. Della durata di circa mezz'ora, si svolgeva a casa di una famiglia concorrente, scelta nel corso della stessa giornata tramite una sorta di divertente "selezione" in un mercato rionale. Chiambretti si recava in serata a casa della famiglia, rigorosamente abbigliato in smoking e farfallino, munito di una valigetta 24 ore ed un piccolo vassoio di paste offerto dal dr. Voglino (in realtà Bruno Voglino, il funzionario Rai che si occupava della produzione del programma). La famiglia doveva allora rispondere all'enfaticamente annunciato "Domandone", un quiz dal contenuto piuttosto surreale, la cui busta contenente il testo veniva estratta da Chiambretti dalla 24 ore all'ingresso di casa. L'eventuale (ma immancabile, spesso grazie ai surreali suggerimenti dello stesso Chiambretti) risposta corretta al Domandone comportava la possibilità di partecipare alla trasmissione, che consisteva nello svolgere alcune prove ludiche sullo stile della caccia al tesoro, come ad esempio trovare degli oggetti particolari, o prove di cucina. La famiglia riceveva un premio in denaro per ogni prova portata a termine correttamente ed in tempo utile.
Una delle prove coinvolgeva inoltre il vicinato, invitandolo a portare di volta in volta oggetti particolari presso la famiglia che stava ospitando la trasmissione. 
Ciò consentiva alla famiglia stessa di raddoppiare il premio, mentre chi si recava per primo con l'oggetto richiesto si aggiudicava un orologio da tavolo, estratto dalla fatidica 24 ore, definito (sempre enfaticamente) "Un meraviglioso orologio fine argento, fine novecento".

Durante la permanenza all'interno dell'abitazione della famiglia ospitante, dopo aver distribuito ai familiari l'elenco delle "prove" da completare entro la mezz'ora di durata del programma, Chiambretti correva da una stanza all'altra facendosi illustrare da un componente della famiglia stessa le stanze e gli oggetti che vi si trovavano, oppure aneddoti di vita della coppia ospitante.
L'improvvisazione, la velocità e gli spazi ristretti mettevano a dura prova la regia ed i cameramen che lo seguivano dappertutto, da lui spesso nominati come "Bingo" e "Patata".
Il format del programma successivamente mutò, adattandosi maggiormente alle caratteristiche istrioniche e satiriche di Chiambretti, il quale svolgeva così le sue incursioni non solo fra la gente comune, ma anche fra politici, giornalisti e personaggi del mondo dello spettacolo.

## Accoglienza
La trasmissione totalizzava da uno a due milioni di telespettatori. Una puntata suscitò delle polemiche poiché ospitata a casa di una persona nostalgica di Mussolini, mentre Chiambretti, data la natura improvvisata della trasmissione in diretta, cercava di sdrammatizzare.
Secondo il critico televisivo Aldo Grasso la trasmissione fu innovativa e la gente comune intervistata da Chiambretti, messa a proprio agio dal suo modo ironico e complice di porsi, appariva "più viva, più autentica e più sorprendente di tanti improbabili sceneggiati TV". Chiambretti non perdeva occasione per far notare la presenza di più televisori per famiglia, soprattutto quelli in camera da letto; un modo, sempre secondo Grasso, di denunciare sarcasticamente la pervasività del mezzo televisivo.

## Riconoscimenti
- 1989 – Premio TV - Premio regia televisiva
  - Miglior programma[5][6]